# Kissで犯罪
『Kissで犯罪』（キッスでクライム）は、1986年5月21日にリリースされたプリンセス プリンセスのデビュー・ミニ・アルバム。

## 解説
初のシングル発売前にリリースされた、メジャー・デビュー・ミニ・アルバム。シンコーミュージックに移籍する前のリリースの為、アイドル的な曲が多い。プリンセス プリンセスのデビュー・アルバム、すなわち1枚目のアルバムであるが、本作はミニ・アルバムの扱いで次作の『TELEPORTATION』を実質の1stアルバムと数える。
プロデューサーはムーンライダーズの岡田徹。
収録曲のうち「TOKYO彼女」の作曲だけがプリンセス プリンセスとなっており、他は外部の作詞・作曲家によるものになっている。
作家陣として当時、安全地帯の楽曲の作詞を一手に書いており、後に工藤静香の歌詞を多く手掛ける松井五郎、パール兄弟の佐伯健三、PSY・Sの松浦雅也、当時の人気作詞家で後にエッセイストに転身する麻生圭子、ベーシストの安部王子等が楽曲提供している。
本作で歌詞を提供し、また歯科医として奥居の歯の治療も行っていた事もある佐伯へのお礼として、奥居がパール兄弟のアルバム『大ピース』（1992年）に楽曲「CANDYへ」を提供している。奥居にとって初の楽曲提供となった沢田研二のシングル「ポラロイドGIRL」（1989年）の作詞も佐伯によるものである。

## 販売形態
発売当時はLPとカセットテープの2種類で発売され、長らくカセットテープのみカタログに残っていた。バンド解散後の1996年6月21日に旧譜が廉価盤として再発売された際、本作も初CD化された（規格品番：SRCL-3601）。2020年現在、CDは廃盤となっているが、一部サイトでダウンロード・ストリーミングによる音楽配信がされている。

## 収録曲

### 一覧

#### LP・CT
| #         | タイトル             | 作詞      | 作曲       | 編曲       | 時間  |
| --------- | -------------------- | --------- | ---------- | ---------- | ----- |
| 1.        | 「Kissで犯罪」       | 松井五郎  | 中崎英也   | 安部王子   | 3:47  |
| 2.        | 「少女・アマゾネス」 | 佐伯健三  | 岡田徹     | 岡田徹     | 4:06  |
| 3.        | 「AB/AC」            | 佐伯健三  | 吉川洋一郎 | 吉川洋一郎 | 4:00  |
| 合計時間: | 合計時間:            | 合計時間: | 合計時間:  | 合計時間:  | 11:53 |

| #         | タイトル                 | 作詞      | 作曲                  | 編曲       | 時間  |
| --------- | ------------------------ | --------- | --------------------- | ---------- | ----- |
| 1.        | 「TOKYO彼女」            | 松井五郎  | プリンセス プリンセス | 安部王子   | 4:09  |
| 2.        | 「やさしい殺意」         | 麻生圭子  | 岡田徹                | 岡田徹     | 3:53  |
| 3.        | 「くちづけは、お早めに」 | 佐伯健三  | 松浦雅也              | 吉川洋一郎 | 3:39  |
| 合計時間: | 合計時間:                | 合計時間: | 合計時間:             | 合計時間:  | 11:41 |

#### CD
| #         | タイトル                 | 作詞      | 作曲                  | 編曲       | 時間  |
| --------- | ------------------------ | --------- | --------------------- | ---------- | ----- |
| 1.        | 「Kissで犯罪」           | 松井五郎  | 中崎英也              | 安部王子   | 3:47  |
| 2.        | 「少女・アマゾネス」     | 佐伯健三  | 岡田徹                | 岡田徹     | 4:06  |
| 3.        | 「AB/AC」                | 佐伯健三  | 吉川洋一郎            | 吉川洋一郎 | 4:00  |
| 4.        | 「TOKYO彼女」            | 松井五郎  | プリンセス プリンセス | 安部王子   | 4:09  |
| 5.        | 「やさしい殺意」         | 麻生圭子  | 岡田徹                | 岡田徹     | 3:53  |
| 6.        | 「くちづけは、お早めに」 | 佐伯健三  | 松浦雅也              | 吉川洋一郎 | 3:39  |
| 合計時間: | 合計時間:                | 合計時間: | 合計時間:             | 合計時間:  | 23:34 |